# Campionati di pugilato dilettanti femminili dell'Unione europea 2013
I Campionati di pugilato dilettanti dell'Unione europea femminili 2013 si sono tenuti a Keszthely, Ungheria, dal 1 al 7 luglio 2013. È stata la 7ª edizione della competizione organizzata dall'organismo di governo europeo del pugilato dilettantistico, EUBC.

## Medagliere
Di seguito le posizioni del medagliere a competizione conclusa:
| Posizione | Paese       | Oro | Argento | Bronzo | Totale |
| --------- | ----------- | --- | ------- | ------ | ------ |
| 1         | Inghilterra | 3   | 0       | 1      | 4      |
| 2         | Italia      | 2   | 0       | 1      | 3      |
| 3         | Ungheria    | 2   | 0       | 0      | 2      |
| 4         | Irlanda     | 1   | 1       | 1      | 3      |
| 4         | Francia     | 1   | 1       | 1      | 3      |
| 6         | Turchia     | 1   | 0       | 2      | 3      |
| 7         | Germania    | 0   | 2       | 1      | 3      |
| 8         | Rep. Ceca   | 0   | 2       | 0      | 2      |
| 9         | Finlandia   | 0   | 1       | 2      | 3      |
| 10        | Paesi Bassi | 0   | 1       | 1      | 2      |
| 11        | Bulgaria    | 0   | 1       | 0      | 1      |
| 11        | Serbia      | 0   | 1       | 0      | 1      |
| 13        | Polonia     | 0   | 0       | 4      | 4      |
| 14        | Croazia     | 0   | 0       | 2      | 2      |
| 15        | Galles      | 0   | 0       | 1      | 1      |
| 15        | Danimarca   | 0   | 0       | 1      | 1      |
| 15        | Slovenia    | 0   | 0       | 1      | 1      |
| 15        | Svezia      | 0   | 0       | 1      | 1      |
| Totale    | Totale      | 10  | 10      | 20     | 40     |

  Nazione ospitante ( Ungheria) 

## Risultati[1]
| Categoria                  | Oro               | Argento              | Bronzo                            |
| Pesi mosca leggeri (kg 48) | Valeria Calabrese | Sonia Grönroos       | Lynsey Holdaway Mateja Rajteric   |
| Pesi mosca (kg 51)         | Nicola Adams      | Stoyka Petrova       | Valeria Calabrese Sandra Drabik   |
| Pesi gallo (kg 54)         | Lisa Whiteside    | Alice Sramkova       | Delphine Mancini Kubra Ardis      |
| Pesi piuma (kg 57)         | Marzia Davide     | Ornella Wahner       | Cecilia Nilsson Sandra Kruk       |
| Pesi leggeri (kg 60)       | Katie Taylor      | Estelle Mossely      | Natasha Jonas Mira Potkonen       |
| Pesi superleggeri (kg 64)  | Bianka Nagy       | Martina Schmoranzova | Camilla Skov Jensen Cindy Rogge   |
| Pesi welter (kg 69)        | Erika Guerrier    | Marija Stojanovic    | Kara Gulizar Claire Grace         |
| Pesi medi (kg 75)          | Savannah Marshall | Nouchka Fontijn      | Nives Radic Love Holgersson       |
| Pesi mediomassimi (kg 81)  | Maria Kovacs      | Sarah Scheurich      | Wioleta Michalska Maxime Koelemij |
| Pesi massimi (kg 81+)      | Emine Bozduman    | Lianne Murphy        | Sylwia Kusiak Danijela Vernic     |